# Heterocnemis graeca
Heterocnemis graeca är en skalbaggsart som beskrevs av Gaspard Auguste Brullé 1832. Heterocnemis graeca ingår i släktet Heterocnemis och familjen Cetoniidae. Inga underarter finns listade i Catalogue of Life.